# Species
Species (titulada: Especies en Hispanoamérica y Especie mortal en España) es una película de terror y ciencia ficción de 1995 dirigida por Roger Donaldson y protagonizada por Natasha Henstridge, Ben Kingsley, Michael Madsen, Forest Whitaker, Alfred Molina y Marg Helgenberger. Se hicieron tres secuelas de esta película.

## Argumento
En unos laboratorios secretos del gobierno estadounidense a cargo del doctor Xavier Fitch (Ben Kingsley) se ordena el exterminio con gas venenoso de Sil, una pequeña niña que mantienen encerrada en una habitación de contención y observación. Sin embargo, la niña demuestra la capacidad de respirar el veneno sin intoxicarse y, demostrando una fuerza sobrehumana, rompe la cámara de contención y huye del laboratorio iniciando una intensa persecución donde logra evadir a sus perseguidores y subir a un tren que pasaba cerca del laboratorio. Una vez a bordo, asesina a un vagabundo que intenta atacarla mientras dormía y al amanecer, cuando el tren llega a su destino, Sil aborda otro tren con rumbo a Los Ángeles, durante el viaje sufre una metamorfosis que la envuelve en una crisálida y la transforma en una bella mujer adulta (Natasha Henstridge) que mata a una empleada del tren y toma sus pertenencias. 
Fitch forma un grupo de expertos para buscar y matar a Sil, compuesto por una bióloga llamada Laura, el antropológo Arden, un psíquico llamado Dan y un experto en misiones encubiertas llamado Lennox. La misión de Laura es dar respuestas a nivel biológico sobre Sil, Arden debe anticipar su comportamiento interactuando con los humanos, Dan debe rastrearla y Lennox eliminarla.
Xavier explica que años atrás el SETI tuvo éxito y recibió desde el espacio profundo a sus transmisiones enviadas desde el radiotelescopio de Arecibo. En una de ellas había planos para un generador de metano que proveería al mundo de energía ilimitada y limpia, lo que los convenció de que los interlocutores eran amistosos; por ello decidieron experimentar con el segundo mensaje que contenía el esquema de un ADN desconocido y las instrucciones sobre cómo combinarlo con el ADN humano. De esta forma crearon a Sil, una forma de vida híbrida que demostró ser biológica e intelectualmente superior a los humanos; sin embargo, a medida que se desarrollaba demostró conductas e instintos perturbadores, por lo que se decidió exterminarla para poner fin al experimento, pero es en estas circunstancias que escapó. 
El gran peligro radica en que Sil está próxima a madurar biológicamente y con ello ser capaz de procrear; si esta nueva especie prolifera, será la nueva cima de la cadena alimenticia y la humanidad será exterminada en cuestión de meses.
Intentando comprender la naturaleza alienígena de Sil, Laura decide repetir el experimento con el equipo de científicos que la crearon, pero esta vez utilizando el ADN alienígena en estado puro; para su sorpresa, en un momento de descuido tras la fecundación, el organismo creció en instantes hasta convertirse en una forma de vida carente de cualquier semejanza a los humanos, teniendo un aspecto grotesco que maduraba constantemente en cosa de segundos y demostraba un comportamiento en extremo agresivo hacia ellos, sólo logrando destruirla al incinerar completamente el laboratorio. Gracias a esto, el equipo confirma que el mensaje era un engaño para colonizar el planeta y acabar con las formas de vida nativas. Laura advierte al equipo que en el caso de que Sil dé a luz un varón, éste podrá embarazar a decenas de mujeres y, con el tiempo, engendrar una descendencia de alienígenas de sangre pura que serán imparables.
Mientras el equipo la busca, Sil inicia su propia búsqueda en Los Ángeles de un hombre para poder procrear un bebé que garantizará la perpetuación de su "Especie" en la Tierra, y se hospeda en un hotel usando la tarjeta de crédito de la empleada del tren, lo cual se convierte en la primera pista para dar con su paradero. Sin embargo, cuando el equipo llega al hotel, Sil ya se había marchado a un club cercano para hallar un hombre y poder concebir un bebé. 
En el club, Sil mata de una manera brutal a una chica que minutos antes sedujo exitosamente a un hombre con quien ella intentaba acostarse; poco después, conoce a un hombre llamado Robins, que la lleva a su casa, evitando por minutos encontrarse con el equipo cuando éstos llegan al local. Una vez en casa de Robins, sin embargo, justo antes de intimar Sil desarrolla un rechazo instintivo por Robins y pierde interés en él, por lo que decide marcharse. Robins se molesta por su rechazo e intentó forzarla a intimar con él, provocando que Sil lo asesine atravesando su garganta con su lengua alienígena. Cuando el equipo encuentra el cadáver de Robins, descubren que es diabético, deduciendo que Sil instintivamente detecta y rechaza a los individuos cuya salud los hace inviables para procrear una casta sin anomalías.
Al día siguiente, Sil es atropellada mientras camina por la calle y un hombre joven que pasa por el lugar la lleva al hospital; allí, ante la vista incrédula del médico, sana de forma inmediata sus graves lesiones y abandona el hospital. John, el hombre que la auxilió, la lleva hasta su casa mientras que el equipo nuevamente llega tarde al hospital, pero se enteran de la existencia de John y logran obtener su dirección. 
En el lugar, Sil intenta seducir a John, pero éste la rechaza cuando ella expresa su intención de quedar embarazada, por lo cual se transforma, lo asesina y escapa robando un vehículo y tomando como rehén a la dueña. Posteriormente, se encuentra con el equipo de forma intencional y los provoca para que la persigan, haciendo explotar el auto con la rehén en el interior al arrojarlo por un precipicio para hacer creer al equipo que es ella quien murió carbonizada en el interior del auto, por lo que dan la misión como cumplida.
Sil, ya lejos de ser vigilada, tiñe su cabello y cambia su peinado para evitar ser reconocida; esa noche se presenta en el lugar donde el equipo está celebrando por haber terminado su misión y cuando Arden queda solo, se presenta ante él y lo seduce para tener sexo, logrando quedar embarazada. Gracias a sus habilidades extrasensoriales, Dan detecta su presencia en el edificio y avisa al resto del equipo, quienes llegan al cuarto de Arden, pero no logran evitar que, después de asesinar a Arden, Sil escape hacia las alcantarillas y gracias a su veloz metabolismo tras unos minutos dé a luz a un bebé varón. Cuando el equipo comienza a rastrearla, se transforma completamente en un alienígena que comienza a cazarlos y mata a Xavier. Al mismo tiempo, Dan encuentra y se enfrenta al niño, que se ha transformado en su forma alienígena, pero logra matarlo e incinerarlo. Posteriormente, Lennox se enfrenta a Sil y acaba con ella decapitándola con un disparo de su escopeta.
El grupo abandona las alcantarillas sin notar que en las sombras una pequeña rata que merodeaba en busca de comida se alimenta de uno de los tentáculos de Sil; luego el animal se convierte en un híbrido que asesina a otra rata, mostrando que fue infectada con el ADN alienígena.

## Reparto
| Personaje              | Actor original      | Actor de doblaje Los Ángeles |
| ---------------------- | ------------------- | ---------------------------- |
| Sil                    | Natasha Henstridge  | Erika Robledo                |
| Preston Lennox         | Michael Madsen      | Isidro Olace                 |
| Xavier Fitch           | Ben Kingsley        | Carlos Stevenson             |
| Dan Smithson           | Forest Whitaker     | Juan Zadala                  |
| Dra. Laura Baker       | Marg Helgenberger   | Angelines Santana            |
| Recepcionista Hospital | S. Epatha Merkerson |                              |
| Dr. Stephan Arden      | Alfred Molina       |                              |

## Producción
El guionista Dennis Feldman tuvo la idea de Species en 1987, mientras trabajaba en otra película sobre una invasión alienígena.
Una vez que empezó la producción, el artista gráfico H. R. Giger diseñó para el filme el extraterrestre (“Sil”). El diseño está inspirado en algunos insectos como la mantis religiosa, que asesina a sus compañeros sexuales después de la cópula.
Richard Edlund desarrolló el monstruo; se apoyó en un equipo de 100 técnicos de su estudio Boss Films y puso en pantalla más de 40 escenas de efectos especiales. Para ello se combinó técnicas de ordenador y animatrónica. Su complejidad visual se debe al uso de polígonos o elementos pictóricos tridimensionales. Como los “Alien” (xenomorfos), que también diseñó H.R. Giger, partes de la piel de la criatura muestran transparencias.

## Fechas de estreno
| País                                                                          | Fecha de estreno                   |
| ----------------------------------------------------------------------------- | ---------------------------------- |
| Alemania                                                                      | Jueves 9 de noviembre de 1995      |
| Argentina                                                                     | Jueves 2 de noviembre de 1995      |
| Australia                                                                     | Jueves 3 de agosto de 1995         |
| Austria                                                                       | Viernes 10 de noviembre de 1995    |
| Bélgica                                                                       | Miércoles 11 de octubre de 1995    |
| Belice · Costa Rica · El Salvador · Guatemala · Honduras · Nicaragua · Panamá | Viernes 13 de octubre de 1995      |
| Brasil                                                                        | Viernes 6 de octubre de 1995       |
| Bulgaria                                                                      | Viernes 10 de noviembre de 1995    |
| Chile                                                                         | Jueves 26 de octubre de 1995       |
| Chipre                                                                        | Viernes 17 de noviembre de 1995    |
| Colombia                                                                      | Viernes 27 de octubre de 1995      |
| Corea del Sur                                                                 | Sábado 7 de octubre de 1995        |
| Croacia                                                                       | Jueves 9 de noviembre de 1995      |
| Dinamarca                                                                     | Viernes 10 de noviembre de 1995    |
| Ecuador                                                                       | Miércoles 1 de noviembre de 1995   |
| Egipto                                                                        | Lunes 11 de marzo de 1996          |
| Eslovenia                                                                     | Jueves 2 de noviembre de 1995      |
| España                                                                        | Viernes 27 de octubre de 1995      |
| Estados Unidos · Canadá                                                       | Viernes 7 de julio de 1995         |
| Filipinas                                                                     | Miércoles 25 de octubre de 1995    |
| Finlandia                                                                     | Viernes 24 de noviembre de 1995    |
| Francia                                                                       | Miércoles 27 de septiembre de 1995 |
| Grecia                                                                        | Viernes 13 de octubre de 1995      |
| Hong Kong                                                                     | Jueves 28 de septiembre de 1995    |
| Hungría                                                                       | Jueves 5 de octubre de 1995        |

| País                         | Fecha de estreno                 |
| ---------------------------- | -------------------------------- |
| India                        | Viernes 19 de enero de 1996      |
| Indonesia                    | Martes 31 de octubre de 1995     |
| Israel                       | Viernes 24 de noviembre de 1995  |
| Italia                       | Viernes 2 de febrero de 1996     |
| Jamaica                      | Miércoles 1 de noviembre de 1995 |
| Japón                        | Jueves 23 de noviembre de 1995   |
| Líbano                       | Viernes 8 de diciembre de 1995   |
| Malasia                      | Jueves 23 de noviembre de 1995   |
| México                       | Viernes 6 de octubre de 1995     |
| Noruega                      | Viernes 3 de noviembre de 1995   |
| Nueva Zelanda                | Viernes 15 de septiembre de 1995 |
| Países Bajos                 | Jueves 26 de octubre de 1995     |
| Perú                         | Viernes 17 de noviembre de 1995  |
| Polonia                      | Viernes 17 de noviembre de 1995  |
| Portugal                     | Viernes 10 de noviembre de 1995  |
| Puerto Rico                  | Jueves 17 de agosto de 1995      |
| Reino Unido Irlanda          | Viernes 29 de septiembre de 1995 |
| República Checa · Eslovaquia | Jueves 21 de septiembre de 1995  |
| República Dominicana         | Jueves 19 de octubre de 1995     |
| Rumania                      | Viernes 1 de diciembre de 1995   |
| Singapur                     | Jueves 12 de octubre de 1995     |
| Sudáfrica                    | Viernes 24 de noviembre de 1995  |
| Suecia                       | Viernes 24 de noviembre de 1995  |
| Suiza                        | Viernes 10 de noviembre de 1995  |
| Tailandia                    | Viernes 8 de septiembre de 1995  |
| Taiwán                       | Sábado 11 de noviembre de 1995   |
| Turquía                      | Viernes 22 de septiembre de 1995 |
| Uruguay                      | Viernes 24 de noviembre de 1995  |
| Venezuela                    | Miércoles 18 de octubre de 1995  |

## Recepción
La película tuvo éxito en la taquilla. Causó que su protagonista Natasha Henstridge, que entonces era prácticamente desconocida, saltase a la fama.

## Secuelas
- Species II (1998)
- Species III (2004)
- Species IV: The Awakening (2007)